# Sinais do Sagrado
Sinais do Sagrado é um álbum de estúdio do padre Reginaldo Manzotti, lançado pela Som Livre em 2010, e que chegou na 6ª posição no Top 20 ABPD.